# Коттонвуд-Каньон (парк штата)
Парк штата Коттонвуд-Каньон (англ. Cottonwood Canyon State Park) — второй по величине парк штата в Орегоне, занимающий площадь 32 км² в низовьях реки Джон-Дей. Парк основан в 2013 году.
Главный офис парка находится примерно в двух часах езды к востоку от Портленда на шоссе OR 206 между городками Уаско и Кондон. Река Джон-Дей образует в парке 26-километровую границу между округами Шерман на западе и Гилэм на востоке.
В парке представлено несколько каньонов. Высота стен основного достигает достигает 590 метров. Другие каньоны в парке: Хей-Крик (англ. Hay Creek), Исо (англ. Esau), Рэттлснейк (англ. Rattlesnake) и Коттонвуд (англ. Cottonwood). Вокруг них простираются луга и кустарниковая степь. Скальные образования каньонов сложены в основном из породы базальтовой группы реки Колумбия.

## История
В 2008 году некоммерческая организация Western Rivers Conservancy из Портленда выкупила землю у семьи скотоводов Муртас (англ. Murthas), владевшей ею с 1930-х годов. Для этого компания взяла в долг у Фонда Висса. Позднее Western Rivers Conservancy предложила эту землю на перепродажу департаменту парков и рекреации штата Орегон, чтобы создать на ней парк штата. Департамент согласился и выплатил Western Rivers сумму, которую последняя некогда заплатила семье Муртас: 7,86 млн долларов.

## Отдых
В парке доступны пешие прогулки, кемпинг, рыбалка и сплав по реке. Рядом главным офисом парка и информационным зданием находится палаточный лагерь с 21 базовым участком, 7 участками для пеших туристов и байкеров, зона группового кемпинга, источник питьевой воды и комната отдыха. Среди пеших троп: Пиннаклс (англ. Pinnacles) в округе Шерман и Лост-Коррал (англ. Lost Corral) в округе Гилэм, каждая из которых следует вниз по течению реки на расстоянии около 7 км. Ещё одна тропа — Хард-Стоун-Трейл (англ. Hard Stone Trail) — следует вверх по течению на расстоянии 2,4 км. Кроме них, пешими тропами являются старые дороги, использовавшиеся скотоводами.
По участку парка, относящемуся к округу Гилэм, проходят лошадиные тропы. Район JS Burres, также находящийся в округе Гилэм, является популярной точкой входа у тех, кто сплавляется вниз по течению, и местом высадки коммерческих и частных групп, сплавляющихся по реке Джон-Дей между местечком Кларно и шоссе OR 206. Охота в соответствии с правилами, установленными департаментом рыбных ресурсов и диких животных штата Орегон, разрешена только в неосвоенных частях парка.

## Флора и фауна
В парке обитает большое стадо калифорнийских снежных баранов, а также лоси Скалистых гор, чернохвостые олени, вилороги, койоты и многие мелкие млекопитающие. В парке представлены разнообразные змеи, в том числе гремучники, а также несколько видов ящериц. В околоречной зоне можно встретить жаб и водоплавающих птиц. Речная рабы включает чавычу, микижу, сома, карпа и малоротого окуня.
Хищные птицы, такие как воробьиные пустельги и канюки Свенсона, часто встречаются в парке. На возвышенностях обитают охотничьи птицы, такие как азиатский кеклик и фазан. Летом парк посещают перелётные птицы, такие как цветной трупиал Буллока и кобальтовый овсянковый кардилан.
В начале мая в парке цветут бальзамориза и губастик. В октябре цветёт полынь. Около главного офиса высажены клён ясенелистный, черёмуха виргинская и боярышник.